# 本田晃子
本田 晃子（ほんだ あきこ、1979年 - ）は、日本のロシア建築史家。専門は、表象文化論・ソ連建築史。学位は博士（学術）（東京大学・2011年）。

## 来歴
1979年、岡山県岡山市生まれ。2003年、早稲田大学教育学部卒業。2002年、東京大学大学院総合文化研究科超域文化科学表象文化論分野へ進学。2011年、同博士課程において博士（学術）取得。日本学術振興会特別研究員、北海道大学スラブ・ユーラシア研究センター非常勤研究員、日露青年交流センター若手研究者等フェローシップなどを経て、岡山大学文学部准教授。

## 受賞歴
- 2006年 竹尾賞（株式会社竹尾）[4]、日本ロシア文学会賞（日本ロシア文学会）[5]
- 2012年 東京大学南原繁記念出版賞（東京大学出版会）[5]
- 2014年 サントリー学芸賞（サントリー財団）[1][5]
- 2015年 表象文化論学会賞（表象文化論学会）[5]、日本ロシア文学会賞（日本ロシア文学会）[5]

## 著書
- 『天体建築論　レオニドフとソ連邦の紙上建築時代』東京大学出版会、2014年3月
- 『都市を上映せよ: ソ連映画が築いたスターリニズムの建築空間』東京大学出版会、2022年1月
- 『革命と住宅』ゲンロン、2023年10月